# 贾达·罗西
贾达·罗西（義大利語：Giada Rossi，1994年8月24日—），意大利女子乒乓球运动员。她曾代表意大利参加2016年和2020年夏季残疾人奥林匹克运动会乒乓球比赛，获得二枚铜牌。